# Mythologie océanienne
La mythologie océanienne et les divinités de l'Océan Pacifique sont à la fois complexes et diversifiés. Elles se sont développées au cours de plusieurs siècles sur chacune des îles et atolls qui composent l'Océanie. Alors que certains dieux sont partagés entre plusieurs groupes d'îles, d'autres sont spécifiques à un ensemble d'îles ou même à une seule île. Leurs rôles exacts se chevauchent souvent, car un dieu peut apparaître à différents endroits sous différents noms. Un dieu peut également apparaître sous de nombreuses formes différentes.
L'Océanie est un nom général appliqué à une très vaste région comprenant la Polynésie, la Micronésie, la Mélanésie, le continent australien. Même parmi ces groupes, il existe encore de nombreuses sociétés et tribus différentes avec leurs propres cultures. Cet article ne vise pas à fournir une liste exhaustive des mythologies, mais à faire état des croyances les plus connues dans ces régions.

## Polynésie
Le mythe de la création le plus connu et peut-être le plus largement répandu en Polynésie commence avec « Po » : une obscurité, vide de toute lumière et de toute vie. À un moment donné, il y eut des remous au sein de Po, puis une lumière commença à briller jusqu'à ce que finalement le jour soit créé, puis vinrent le Père du Ciel et la Mère de la Terre, nommés respectivement Rangi et Papa. Rangi et Papa se sont unis et les dieux sont nés. Il existe différentes variantes parmi les nombreuses cultures de Polynésie, mais beaucoup s'accordent à dire que les premiers dieux sont venus de Rangi et Papa, et il existe différentes variantes qui suggèrent que Rangi a pris plusieurs autres épouses pour créer plus de dieux et que ceux-ci ont ensuite créé tout ce qui est sur Terre.

### Maui
Maui est l’un des demi-dieux les plus connus et les plus discutés de la mythologie polynésienne. Bien que Maui ne soit pas le créateur, on lui attribue le mérite d'avoir fourni à l'humanité une grande partie de ce qui était nécessaire pour survivre et prospérer, comme le feu et les nouvelles îles qu'il avait pêchées dans la mer,.

### Rapanui

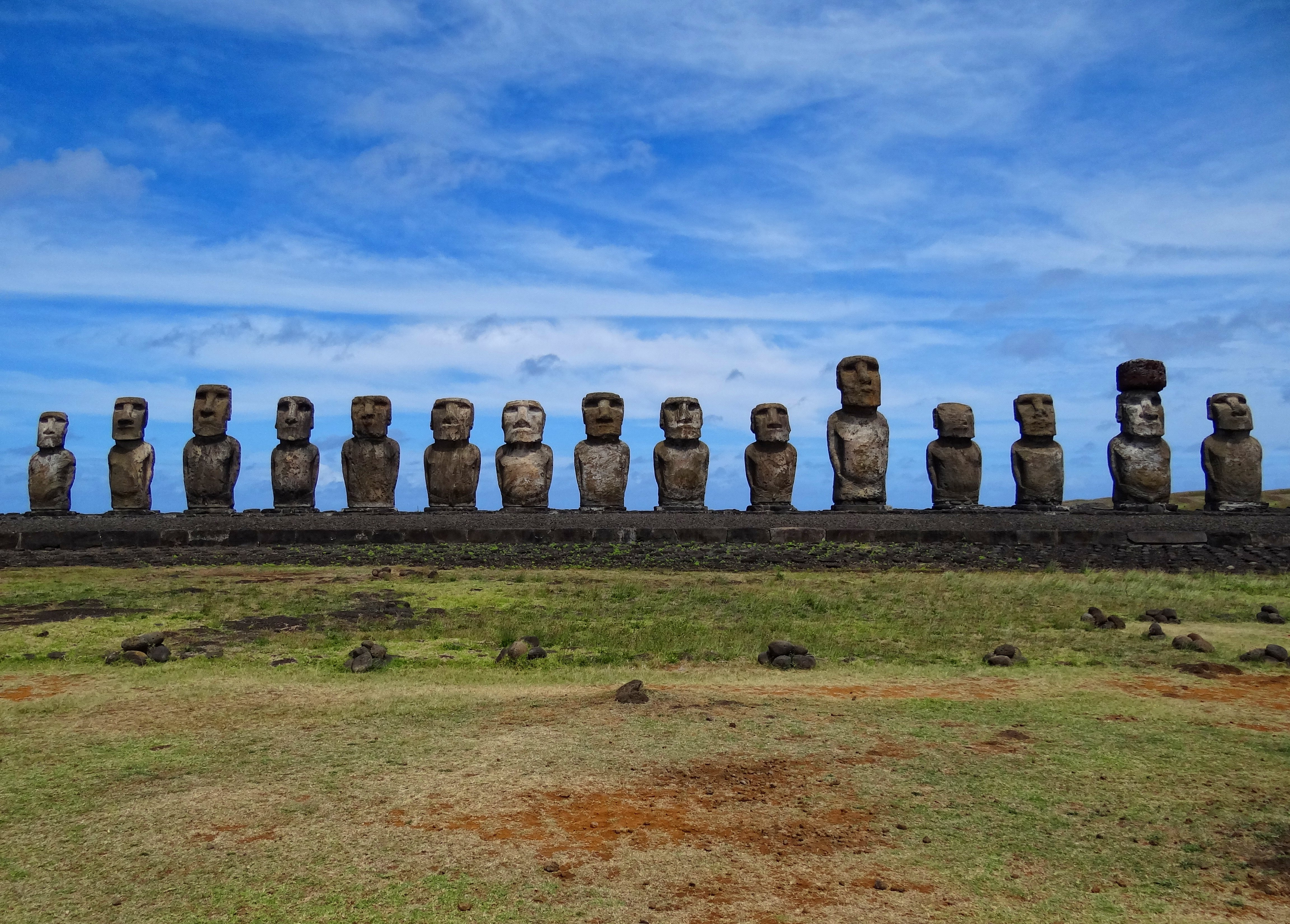
Les quinze moai debout d'Ahu Tongariki.

La mythologie rapanui, ou mythologie de l'Île de Pâques, fait référence aux mythes, légendes et croyances du peuple Rapa Nui de l'île de Pâques, dans le sud-est de l'océan Pacifique.

### Niue
La mythologie niuéenne se rapporte à l'ensemble des récits mythiques prévalents sur l'île de Niue, une nation insulaire océanique en association libre avec la Nouvelle-Zélande. Bien que les légendes niuéennes évoquent une colonisation antérieure à 500 après J.-C., l'île a été colonisée par des Polynésiens originaires de Samoa vers l'an 900 de notre ère. Les cinq divinités principales de Niue, connues sous le nom de tupua, englobent Fao, Huanaki, Fakahoko, Laga-iki et Lagi-atea. Selon diverses versions, ces dieux seraient arrivés de Fonuagalo (le pays perdu), Tulia, Toga-liulu, ou peut-être d'autres îles. Dans les mythes d'Avatele, il est mentionné que les dieux ont surgi de l'intérieur de la terre, plutôt que de Fonuagalo. La mythologie niuéenne comprend également de nombreuses autres divinités, allant des dieux-poissons aux rats volants.

### Tahiti

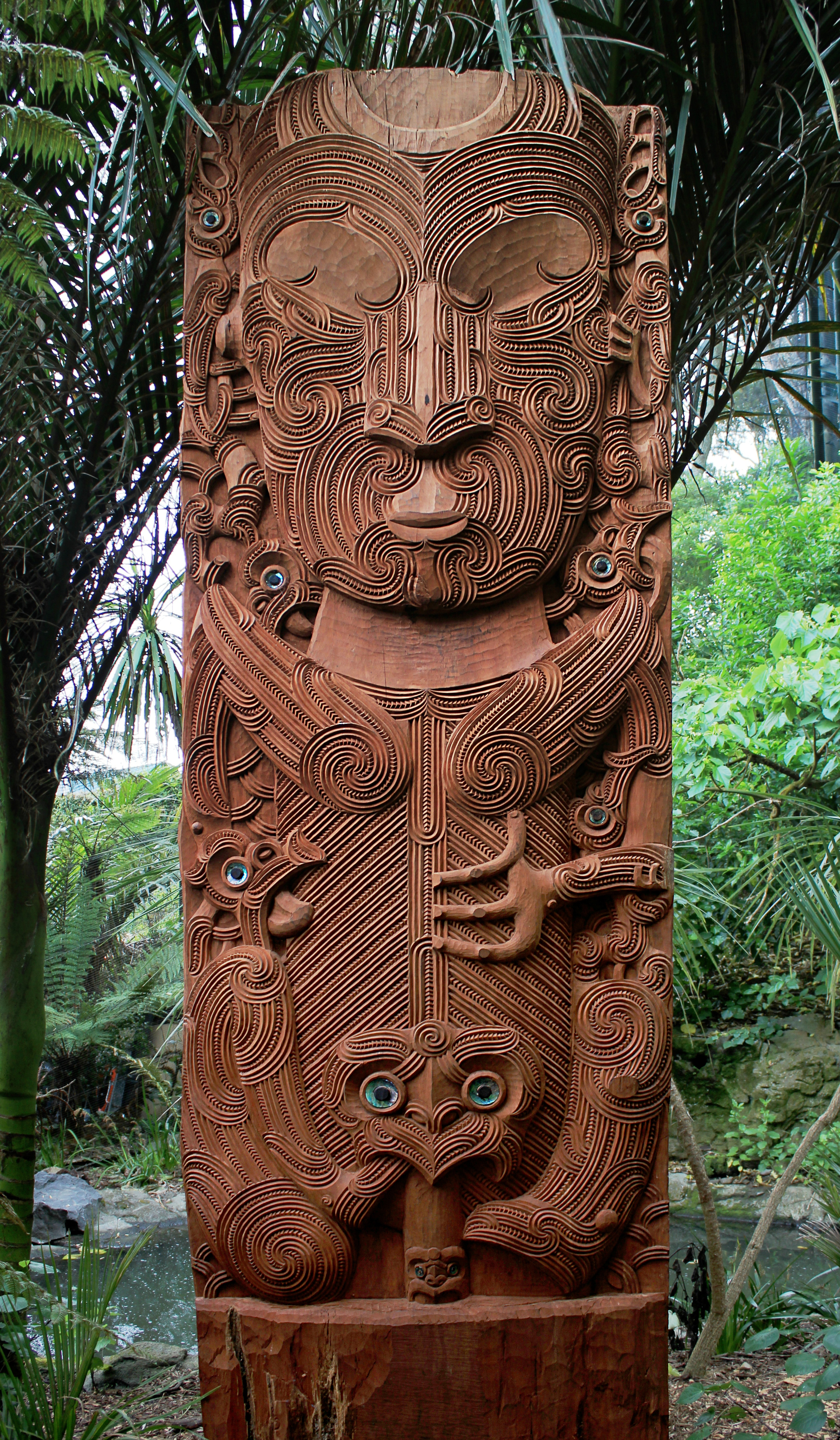
Gravure du dieu Tāne.

La mythologie tahitienne s'est constituée par l'héritage parvenu des récits oraux, parfois antérieurs de plusieurs milliers d'années, relatant l'origine des dieux.
Les Tahitiens sont polythéistes, et sous leurs différentes représentations leurs dieux apparaissent brièvement aux hommes sous toutes les formes terrestres de la création, minérale, végétale, animale et humaine.

## Micronésie
La Micronésie ne traite pas des spécificités de la création mais se concentre plutôt sur des histoires plus petites telles que le soleil et la lune et certaines pratiques culturelles du peuple.
L’une de ces histoires concerne le vol de la lune. Un chef demande à tous les gens de sa tribu de lui apporter la lune, et dit que celui qui apportera la lune pourra épouser sa fille. Le garçon pauvre qui découvre comment voler la lune l'apporte au chef, mais la lune est enveloppée dans des couvertures. Le garçon dit au chef de ne jamais retirer les couvertures et prend ensuite la fille du chef pour l'épouser. Le chef n'écoute pas le garçon et enlève les couvertures, mais avec chaque couverture, la lune devient plus brillante jusqu'à ce que finalement le chef enlève la dernière couverture et la lune devient trop brillante et remonte dans le ciel. Le chef va voir le garçon pour lui raconter ce qui s'est passé et lui demande de récupérer à nouveau la lune, mais le garçon dit que ce n'est pas possible et suggère de laisser la lune dans le ciel pour que tout le monde la voie.
Une autre histoire explique l’abondance d’eau douce sur une île de Fayu (en). Il y avait un fantôme d'Onari qui partait à la recherche d'eau, car de nombreuses îles micronésiennes manquent d'eau douce. Le fantôme trouva de l'eau et décida de la ramener à Onari dans sa bouche, mais en chemin, il vit une célébration se dérouler sur l'île de Fayu. Une jeune femme a invité le fantôme à la célébration mais s'est vite rendu compte qu'il devait y avoir quelque chose d'important dans la bouche du fantôme car il refusait de l'ouvrir. La jeune femme s'est faufilée derrière le fantôme et l'a chatouillé, ce qui a fait rire le fantôme et renverser l'eau. Depuis lors, on peut trouver de l'eau douce sur les îles Fayu en creusant des puits, et l'eau des puits est pratiquement pure et ne nécessite pas d'être bouillie comme une grande partie de l'eau des autres îles.

## Mélanésie
La mythologie mélanésienne est constituée du folklore, des mythes et des religions de la Mélanésie, une région du sud-ouest de l'Océanie qui englobe les archipels de Nouvelle-Guinée (y compris la Nouvelle-Guinée occidentale et la Papouasie-Nouvelle-Guinée), les îles du détroit de Torrès, les îles Salomon, Vanuatu, la Nouvelle-Calédonie et les Fidji. Les différentes mythologies sont constituées principalement issues des traditions de la littérature orale des différentes populations de Mélanésie. Les aspects plus récents incluent les cultes du cargo nés au XXe siècle pendant la guerre du Pacifique.

## Continent australien

### Aborigènes d'Australie
On sait très peu de choses sur les croyances des peuples aborigènes d’Australie concernant la création de la Terre. Bien qu'il y ait eu de vagues mentions de tout ce qui a été créé par une divinité ou un être surnaturel, il n'y a pas beaucoup d'informations sur qui était cet être ou à quel point il était important pour les tribus aborigènes. Ce que nous trouvons dans la mythologie aborigène, ce sont de nombreuses histoires sur des animaux endémiques, tels que les pélicans, les serpents et les kangourous, et sur la façon dont ils sont apparus. Une histoire raconte une liaison extraconjugale, au cours de laquelle une femme nommée Narina a couché avec Kilpuruna, qui était l'ami de son mari Yuruma. Yuruma découvrit leur liaison et poussa Kilpuruna d'un grand arbre. La chute de Kilpuruna l'a tellement aplati qu'il s'est transformé en lézard-couverture et Yuruma est devenu un aigle chassant les lézards pour toujours. Narina s'est transformée en cacatoès et vole d'un endroit à l'autre, pleurant son amant perdu.
Un autre mythe explique la création de la lune et du soleil. Au début, il n’y avait pas de lumière et les gens devaient chercher de la nourriture dans l’obscurité et la manger crue. Purukupali, le premier homme créé, et son ami Japra décidèrent un jour de frotter deux bâtons ensemble et un feu se déclara. Purukupali savait que ce feu allait aider les gens, alors il a donné une torche à Japra et une torche à sa sœur Wuriupranala et leur a dit de garder les torches allumées quoi qu'il arrive. Japra et Wuriupranala devinrent l'homme-lune et la femme-soleil, marchant sans cesse dans le ciel pour empêcher les aborigènes de retomber dans l'obscurité.